# Васильев, Василий Васильевич (художник)
Василий Васильевич Васильев (1829—1894) — русский живописец, академик Императорской Академии художеств.

## Биография
Художник родился в семье крепостных крестьян села Ивашково Костромской губернии. В десятилетнем возрасте мальчика привезли в Петербург и отдали на обучение в иконописную мастерскую. Состоял вольноприходящим учеником Императорской академии художеств (1847—1851). После окончания Академии художеств получил звание неклассного художника по исторической и портретной живописи. Был удостоен звания академика Императорской академии художеств «по живописи в византийском стиле» (1858) за икону «Божия Матерь с предвечным Младенцем».
Васильев работал над стенными росписями и иконами для храмов Москвы и Санкт-Петербурга, исполнял заказы православных церквей в Польше, Италии и Франции.
Религиозная живопись Васильева сочетала реалистичность академической школы живописи со строгостью византийского иконописания. Его работы высоко оценивались современниками, неоднократно печатались в журнале «Всемирная иллюстрация». Васильев написал иконы для церквей в Санкт-Петербурге и его окрестностях; для православных храмов в Ницце (1850), Варшаве (1853), Флоренции (1853). Сохранилась икона его работы «Св. царица Александра» (1858, ГТГ). Имеются сведения об иконах Васильева «Воскресение Христово» (начало 1880-х) и «Распятие» (начало 1890-х). Участвовал в издании журнала «Эскизы архитектуры и художественной промышленности» в Санкт-Петербурге (1875—1878). Его иконы украшали и сельские церкви, например храм Михаила Архистратига в Удосолово.
В июне 1861 принимал участие в написании икон для иконостаса соборного храма Почаевской лавры. В 1870 году написал, над горнем местом в раме, в алтаре храма, явление Божией Матери на горе Почаевской, в огненном сиянии. В марте 1871 года, по просьбе архиепископа Агафангела (Соловьева), им был предоставлен предварительный рисунок внутренности Успенского собора в продольном и поперечном размере, с указанием живописных изображений и самой орнаментации. Летом 1874 года руководил работами по внутренней росписи соборного храма Почаевской лавры, под надзором 4-х лиц из числа братии Почаевской обители. Также им была выполнена, в этот период, копия чудотворной иконы, в центре запрестольного киота.
Действительный статский советник. Скончался 12 (24) мая 1894 года, погребён на Волковском православном кладбище.